# Scaphiostreptus maroccanus
Scaphiostreptus maroccanus är en mångfotingart. Scaphiostreptus maroccanus ingår i släktet Scaphiostreptus och familjen Spirostreptidae. Inga underarter finns listade i Catalogue of Life.